# Saros
Un saros (talvolta scritto Saros con la maiuscola iniziale) è un periodo di 223 mesi sinodici, cioè circa 18,03 anni (18 anni, 11 giorni, 8 ore e 42 minuti), al termine del quale Sole Terra e Luna si trovano quasi esattamente nella stessa posizione reciproca e possono ripetersi le stesse eclissi lunari e solari. Durante un saros avvengono 29 eclissi di luna e 41 eclissi di sole. 
Dato che un saros non dura un numero intero di giorni e la Terra ruota di circa 120° in 8 ore, la stessa eclissi si ripeterà in una località diversa trascorso un saros. Dopo, però, che siano trascorsi tre saros, la Terra avrà compiuto un numero intero di rotazioni e quindi le eclissi corrispondenti si verificheranno nello stesso luogo. Ciò richiede una durata di 19756 giorni (circa 54 anni); periodo chiamato exeligmos (dal greco ἐξέλιγμος, “un giro della ruota”).
Le eclissi di Sole avvengono nel periodo di novilunio, cioè quando Sole - Luna - Terra sono allineati, e i piani orbitali si intersecano. Il piano dove la Luna gira attorno alla Terra è inclinato di circa 5º rispetto a quello dell'orbita che la Terra compie attorno al Sole e quindi l'eclisse si verifica con Luna nuova nei punti di intersezione delle due orbite.
Il periodo che impiega la Luna per rivolgere attorno alla Terra e trovarsi nel medesimo allineamento fra questa e il Sole (mese sinodico o delle fasi) è pari a 29,5306 giorni, mentre il periodo di passaggio della Luna per stesso nodo ascendente o discendente (mese draconico) è pari a 27,2122 giorni. Dal momento che l'orbita della Luna attorno alla Terra ha un'eccentricità piuttosto accentuata, il diametro apparente della Luna per un osservatore terrestre varia considerevolmente a seconda che essa si trovi al perigeo o all'apogeo. Il periodo che impiega la Luna per passare da un perigeo al successivo (mese anomalistico) è di circa 27,55455 giorni.
Si può constatare che dopo 223 rivoluzioni sinodiche la Luna avrà compiuto 242 rivoluzioni draconidi e 239 rivoluzioni anomalistiche e si sarà riportata circa alla stessa posizione iniziale. La differenza dei decimali alla lunga, accumulandosi, porterà i due corpi a presentarsi al di fuori dei limiti validi affinché avvenga l'eclisse.
| 223 mesi sinodici     | 6585,3223 giorni | 6585d 07h 43m |
| 239 mesi anomalistici | 6585,5375 giorni | 6585d 12h 54m |
| 242 mesi draconici    | 6585,3575 giorni | 6585d 08h 35m |

## Il ciclo dei saros
Le eclissi che si verificano dopo un intervallo temporale pari esattamente a un saros sono considerate parte di uno stesso ciclo, che comprende al massimo 70-80 eclissi perché dopo circa 1200 anni le piccole irregolarità si accumulano e l'eclisse non si verifica più. 
Generalmente ogni ciclo di saros ha inizio con un'eclissi parziale a partire da uno dei poli e successivamente si trasformerà in eclissi totale o eclissi anulare arrivando nei pressi dell'equatore e quindi di nuovo ritornerà parziale procedendo verso il polo opposto, fino a cessare concludendo il ciclo di saros.

L'astronomo amatoriale tedesco George van den Bergh cominciò a prendere visione delle eclissi e cominciò a numerare i cicli a partire dall'anno 2872 a.C. I cicli attivi ora vanno dal numero 117 al 156 e il prossimo a cessare sarà il 117 con l'eclisse del 3 agosto 2054, mentre l'ultimo a essere nato è il 156 con l'eclisse del 1º luglio 2011. 

Cicli di saros

  In Europa l'ultima eclisse totale di Sole avvenne l'11 agosto 1999 e il numero del ciclo era il 145, e la successiva è avvenuta il 21 agosto 2017 (fu visibile solo negli Stati Uniti d'America).

## Calcolo della durata di un saros
- La Luna completa la propria orbita attorno alla Terra in 27,32166  giorni (mese siderale);
- la Luna passa per lo stesso nodo ogni 27,21 giorni (mese draconico);
- il Sole passa per lo stesso nodo ogni 346,62 giorni (anno draconico);

questi periodi hanno la caratteristica di essere tutti divisori di 6 585 giorni, infatti 223 mesi sinodici (6 585,321 giorni) equivalgono a circa 242 mesi draconici (6 585,357 giorni) e a circa 19 anni draconici (6 585,781 giorni).
Dividendo 6 585 per 365 otterremo 18 anni 11 giorni 8 ore; in realtà i giorni saranno 10 se nel periodo saranno inclusi 5 anni bisestili, oppure 12 se gli anni bisestili saranno 3.

## Origini
La scoperta del ciclo dei saros è dovuta ai Caldei circa 2.700 anni fa, come testimoniano le loro tavolette d'argilla.
Essi si accorsero che la Luna, il Sole e la Terra si ritrovano nella medesima condizione ciclicamente e perciò una volta avvenuta un'eclissi solare (parziale o totale) la successiva, nel medesimo luogo, si sarebbe verificata dopo 6 585 giorni. Questo numero veniva tramandato in segreto ed era considerato "magico". Dalla lettura di quegli stessi ritrovamenti si poté inoltre stabilire che il saros non si protrae illimitatamente ma si conclude dopo un certo periodo di anni.
Prendendo sempre come fonte di informazione queste tavolette d'argilla, sembra che gli antichi Caldei avessero compilato lunghe liste di osservazioni fatte riguardo alle eclissi lunari e solari, e nella consultazione di questi dati si fossero accorti che questi ricorrevano periodicamente. A questi cicli periodici i sacerdoti diedero il nome di saros cioè "ripetizione" e il numero di anni che intercorreva tra il loro ripetersi venne usato per prevedere la data delle eclissi e ciò conferì loro prestigio e timore reverenziale.

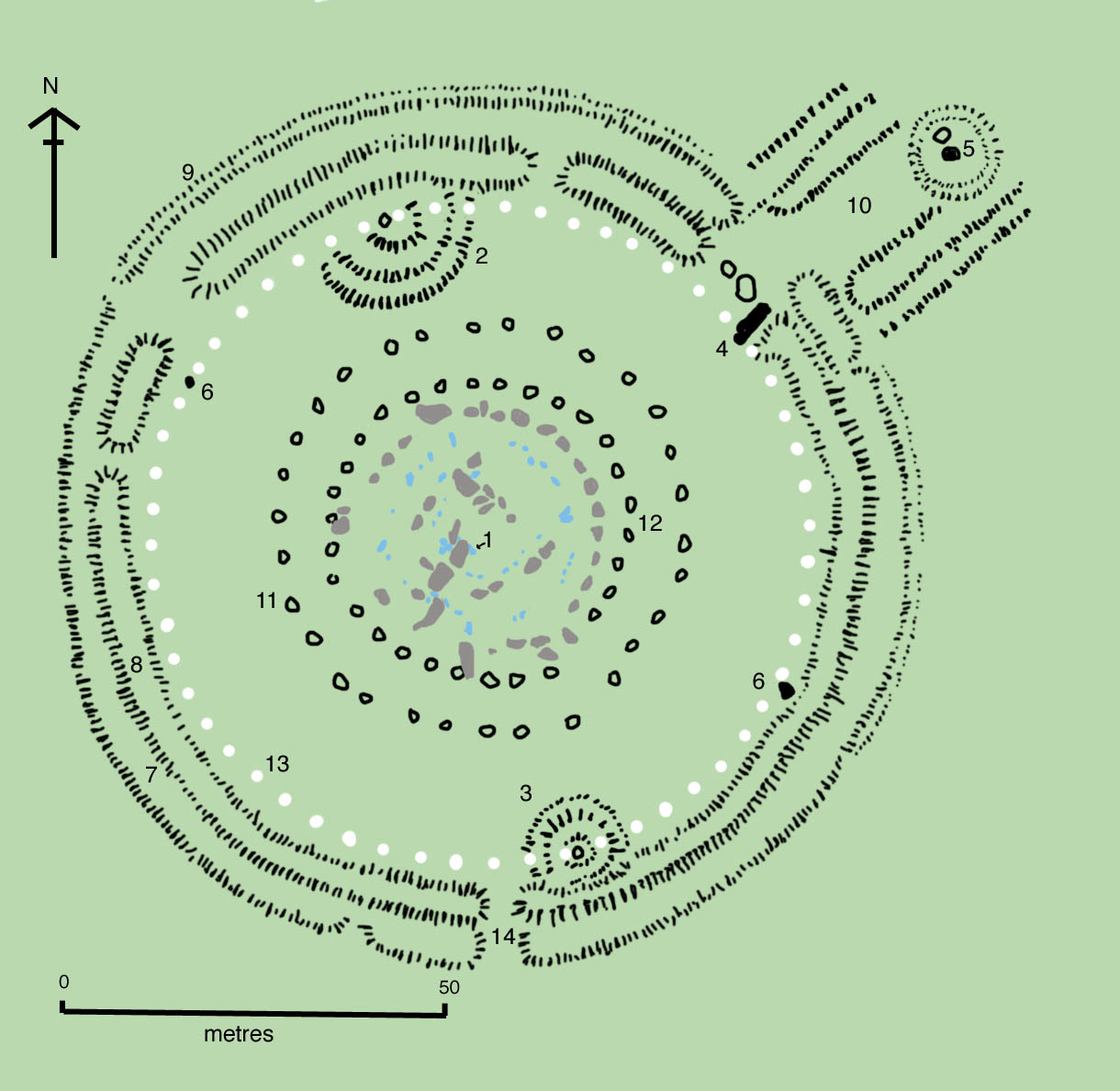
Mappa del sito di Stonehenge

Anche altri popoli antichi studiarono i cicli delle eclissi. Il sito di Stonehenge, circa 2000 anni fa (come riuscì a datare Norman Lockyer grazie alla ricostruzione della posizione della porta principale e l'allineamento a quel tempo con la direzione del solstizio estivo e grazie, successivamente, al metodo della misurazione del decadimento del carbonio), altro non era che un misuratore di posizioni degli avvenimenti astronomici presenti e futuri. In base ad allineamenti dei megaliti, e di appositi marcatori (come potevano essere alcuni bastoni), gli antichi rappresentavano il riferimento dello spostamento della Luna e del Sole. Così con due riferimenti potevano fissare il punto di contatto delle due relative orbite (i nodi, presso cui si verificavano le eclissi). Quando i riferimenti erano allineati i custodi di questo tempio potevano predire con buona approssimazione l'avvenire delle eclissi.
Dopo le ultime scoperte archeologiche riguardanti alcune scritture trovate sui monumenti dell'America centrale, all'Università del Maryland si è formato un centro dove archeologi e astronomi lavorando in stretta collaborazione sono arrivati alla deduzione che alcune popolazioni come i Maya, Inca e Aztechi, riuscirono a determinare con un'ottima precisione i giorni in cui era probabile un'eclisse, arrivando alle stesse conclusioni a cui erano giunti i popoli del Vecchio Mondo.